# Michael Bolton (album)
Michael Bolton è il terzo album del cantante statunitense Michael Bolton, pubblicato nel 1983.

## Tracce
1. "Fools Game" - 3:56 (Brooks, Mangold, Bolton)
2. "She Did the Same Thing" - 3:52 (Bolton)
3. "Hometown Hero" - 3:41 (Bolton, Zito)
4. "Can't Hold On, Can't Let Go" - 3:22 (Bolton)
5. "Fighting for My Life" - 3:28 (Bolton)
6. "Paradise" - 4:00 (Bolton, Zito)
7. "Back in My Arms Again" - 3:14 (Holland, Dozier, Holland)
8. "Carrie" - 3:51 (Bolton)
9. "I Almost Believed You" - 4:05 (Bolton, Henderson)

## Formazione
- batterista: Michael Braun, Chuck Burgi
- bassista: Mark Clarke, Scott Zito
- tastierista: Mark Mangold, Jan Mullaney, Aldo Nova, Scott Zito, Doug Katsaros, George Clinton
- pianista: Doug Katsaros, Jan Mullaney
- organista: Jan Mullaney
- chitarrista: Bob Kulick, Aldo Nova, Scott Zito, Michael Bolton, Bruce Kulick, Craig Brooks
- corista: Craig Brooks, Mark Mangold, Michael Bolton, Lloyd Landesman, Scott Zito, George Clinton

## Classifiche

### Album
| Classifica (1983) | Posizione massima |
| ----------------- | ----------------- |
| Billboard 200     | 89                |

### Singoli
| Anno | Singolo      | Classifica            | Posizione massima |
| ---- | ------------ | --------------------- | ----------------- |
| 1983 | "Fools Game" | Mainstream Rock Songs | 27                |
| 1983 | "Fools Game" | Billboard Hot 100     | 82                |